# St. Adelgundis (Koslar)

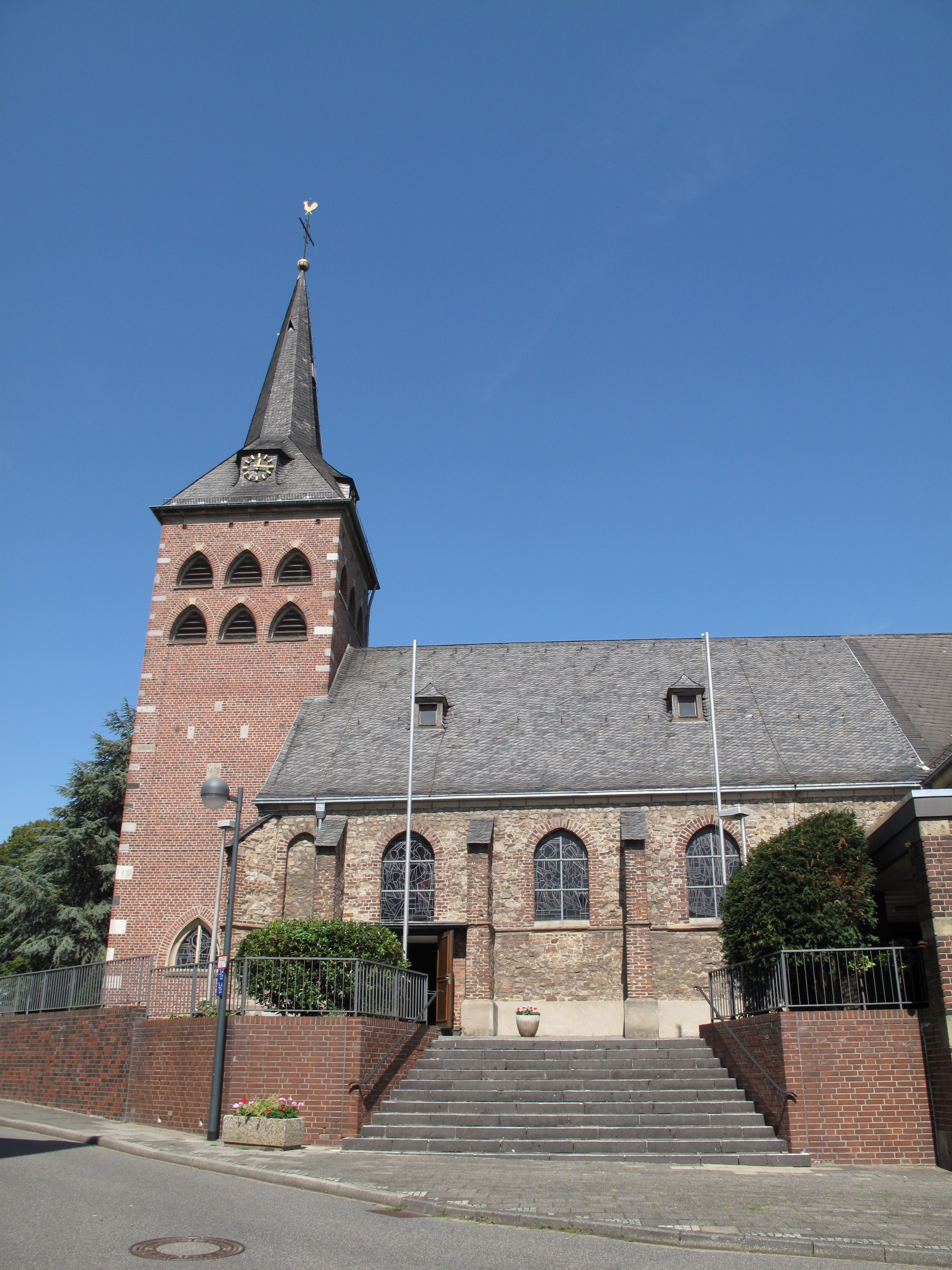
St. Adelgundis in Koslar

St. Adelgundis ist eine römisch-katholische Filialkirche im Jülicher Stadtteil Koslar im Kreis Düren in Nordrhein-Westfalen. Die Kirche ist der hl. Adelgundis geweiht und gehört zur Jülicher Großpfarre Heilig Geist.

## Geschichte
Die ältesten Teile der Koslarer Kirche wurden um 1500 errichtet. Diese gotische Kirche wurde im 16. und 17. Jahrhundert erweitert. 1937 wurde die Kirche nach Plänen des Aachener Architekten Peter Hensen umgebaut. Im Zweiten Weltkrieg wurde die Kirche sehr stark beschädigt, sodass nur die Umfassungsmauern der Kirche standen. Nach dem Krieg wurde die Kirche mit Hilfe des Architekten Peter Schiffer wieder aufgebaut.
Bis zum 31. Dezember 2012 war Koslar eigenständige Pfarrgemeinde. Am 1. Januar 2013 wurde die Pfarre mit 13 weiteren ehemaligen Pfarreien zur Pfarre Heilig Geist Jülich fusioniert.

## Ausstattung
In der Kirche befindet sich hinter dem Altar ein großes Wandgemälde aus dem Jahr 1978. Die Ausstattung ist überwiegend modern. Die Fenster der Kirche schufen in den 1950er und 1970er Jahren die beiden Künstler Ernst Jansen-Winkeln und Frans Griesenbrock. (abgerufen am 28. August 2014)

## Pfarrer
Folgende Priester wirkten bis zur Auflösung der Pfarre 2013 als Pastor an St. Adelgundis:
| von – bis | Name                  |
| --------- | --------------------- |
| 1917–1944 | Rudolf Crombach       |
| 1944–1945 | Johann Wolf           |
| 1945–1950 | Franz Better          |
| 1950–1954 | Matthias Lindt        |
| 1954–1960 | Peter Hüpgens         |
| 1960–1970 | Wilhelm Hütz          |
| 1970–1992 | Toni Fabry            |
| 1992–2006 | Robert Oscar Claessen |